# Инспектор механической части
Инспектор механической части
Инженер-механик
контр-адмирал
 Инспектор механической части  — должностное звание в русском императорском флоте, соответствовало 4-му классу Табели о рангах. Иногда использовалось в варианте «инспектор по механической части».

## История
Звание было введено в 1886 году указом императора Александра III при реорганизации Корпуса корабельных инженеров. В соответствии с положением о корабельных инженерах и инженер-механиках флота звание инспектора механической части было введено взамен чина генерал-майора, при этом генералы корпуса, состоявшие уже на службе, в это звание не переаттестовывались.
К категории инспектора механической части относились должности — главный инспектор механической части (одна) и инспектор механических работ в портах (две должности).
Звание относилось к 4-му классу Табели о рангах и было высшим в Корпусе корабельных инженеров, нижестоящим для него было звание флагманского инженер-механика.
Для данного звания было установлено титулование «ваше превосходительство», по нему могло жаловаться потомственное дворянство. Оно предназначалось для высшего руководства Корпуса и присваивалось исключительно указами императора.
Для производства в данное звание помимо выслуги определённого ценза инженер-механик должен был прослужить также определённое количество месяцев «в кампании», то есть в плаваниях.
Отставленные от должностей инженер-механики, не состоявшие уже на штатных должностях во флоте, могли до двух лет числиться «по корпусу», проходя при этом службу в других ведомствах, на коммерческих судах, или управляя частными мореходными предприятиями, после чего увольнялись в отставку или в запас.
Имевшие выслугу «в кампании» свыше ста двадцати, но менее ста восьмидесяти месяцев, при увольнении получали, независимо от пенсии, ежегодный пенсион в размере половины оклада жалованья по 1-му разряду I-й табели «Положения о денежном довольствии офицерских и классных чинов флота», а прослужившие в плавании свыше ста восьмидесяти месяцев получали две трети оклада.
Главные инспекторы механической части могли служить на действительной службе до достижения предельного возраста — «до шестидесяти восьми лет от роду».
В 1905 году особые звания Корпуса были упразднены, а инженер-механики приравнены к прочим офицерам флота, служившим «по Адмиралтейству», как это было до 1874 года, но высшего звания Корпуса эта реформа не коснулась — инспектора механической части продолжали служить и далее, нижестоящим для них стало звание полковника корпуса инженер-механиков флота.
В 1913 году с переводом корпуса на звания, приближённые к званиям корабельного состава, это звание было упразднено, а инспектора механической части были переаттестованы в инженер-механики-контр-адмиралы, при этом новое звание уже не было высшим в корпусе, а предназначалось для флагманских инженер-механиков флотов.

## Главные инспекторы механической части
- (1886—1890) — генерал-лейтенант И. И. Зарубин
- (1891—1894) — генерал-лейтенант по адмиралтейству Н. Г. Нозиков
- (1894—1906) — генерал-лейтенант В,И. Афанасьев
- (1906—1911) — генерал-лейтенант Ф. Я. Поречкин.